# Куинн, Крис
Кристофер Джеймс Куинн (англ. Christopher James Quinn , род. 27 сентября 1983 года в городе Новый Орлеан, Луизиана, США) — американский профессиональный баскетболист и тренер, выступающий ассистентом главного тренера клуба «Майами Хит».

## Ранние годы
Крис Куинн начинал играть в баскетбол за школьную команду Даблин Коффман в Даблине (штат Огайо), где установил 14 рекордов школы, а газета «Коламбус Диспатч» (англ. The Columbus Dispatch) назвала его игроком 2002 года. Также дважды назывался участником первой сборной всех штатов и был серебряным призёром на звание «Мистер Баскетбол» в штате Огайо, он уступил лишь будущей «звезде» НБА Леброну Джеймсу). В конференции штата Огайо был назван «игроком года», приводил команду школу к чемпионству, а также дважды выигрывал окружные чемпионаты.

## Колледж
Во время обучения в университете Нотр-Дам Куинн три года подряд выходил в стартовой пятёрке, а также дважды был вице-капитаном команды. На уровне колледжа его показатели выглядели следующим образом: в среднем 14,6 очков за игру, 3,5 результативных передачи, 2,7 подборов и 1,27 перехватов. В профессиональной карьере лидировал в команде по очкам (17,7), передачам (6,4) и перехватам (1,55), при достаточно высоком проценте попадания с трёхочковой линии (42 %). Куинн был назван в числе первой сборной Большого Востока, а также был отмечен как перспективный молодой игрок Большого Востока на уровне колледжей.

## Профессиональная карьера
После того, как игрок не был выбран на драфте НБА 2006 года, Крис подписал частичный контракт с клубом НБА «Майами Хит», за который выступал в Летней Лиге Орландо (англ. Orlando Summer League). В дебютном сезоне сыграл в 42 матчах, а 5 февраля вышел в основном составе против «Шарлотт Бобкэтс». Куинн сыграл вместо Гэри Пэйтона и набрал 14 очков. Также на его счету 9 результативных передач в игре 16 апреля против «Бостон Селтикс». В дебютном сезоне игрок показал хорошее владение мячом, а также способность отдать острую передачу. Несмотря на это, Куинн не был заявлен на серию плей-офф.
В сезоне 2007-08 годов Пэйтон завершил карьеру, а Уэйда и Паркера преследовали травмы, поэтому Куинн получил больше игрового времени, особенно до февральских обменов, когда у «Финикса» был куплен Маркус Бэнкс. Куинн набрал рекордные за сезон 22 очка в матче 13 декабря против «Вашингтон Уизардс», в том числе забив с игры шесть трёхочковых.
В конце марта, после поражения «Финикса» от «Бостона», бывший одноклубник Шакил О'Нил пренебрежительно отозвался о Куинне репортёру из The Boston Globe. «Мне нравится играть при этом тренере и за этот клуб [Финикс Санз]», — сказал О’Нил. «Мы профессионалы, которые знают, что делать. Никто не просил меня сыграть с Крисом Куином или Рики Дэвисом. Я вновь в команде». О’Нил уточнил, что защита страдала от игры Куинна и Дэвиса, которые не могли отобрать мяч. После таких заявлений О’Нила Куинн в апреле значительно прибавил — утроил средние показатели за карьеру, набирая в среднем за матч 15 очков, 4 подбора и отдавая 7 результативных передач. 1 декабря 2008 года в овертайме против «Голден Стэйт Уорриорз» Куинн забил трёхочковый бросок, сделав счёт 129—129 за 7,1 секунду до конца. (команда «Майами» выиграла 130—129).
15 апреля 2009 года Куинна в игре против «Детройт Пистонс» набрал наибольшее количество очков за карьеру — 26, забив 9 из 13 бросков. Также в концовке этого матча он набрал 19 из 30 очков «Майами».
5 января 2010 года Куинн продали в «Нью-Джерси Нетс» вместе с правом выбора во втором раунде драфта 2012 года за возможность дополнительного выбора во втором раунде драфта 2010 года.
В октябре 2010 года Куинн перешёл в «Филадельфию», где занимался в тренировочном лагере, однако от его услуг отказались. В ноябре 2010 года подписал контракт с «Сан-Антонио Спёрс».
21 июля 2011 года подписал контракт с баскетбольным клубом «Химки».
3 ноября 2012 года стало известно, что Крис Куинн достиг соглашения с испанской «Валенсией».
20 марта 2013 игрок заключил контракт с клубом «Кливленд Кавальерс» до конца сезона 2012-13. 19 июля 2013 года был отчислен.
28 октября 2013 Куинн был нанят тренером по развитию потенциала игроков Северо-Западного университета Крисом Коллинзом.

## Статистика

### Статистика в НБА
| Сезон                                                                                    | Команда     | Регулярный сезон | Регулярный сезон | Регулярный сезон | Регулярный сезон | Регулярный сезон | Регулярный сезон | Регулярный сезон | Регулярный сезон | Регулярный сезон | Регулярный сезон | Регулярный сезон | Серия плей-офф | Серия плей-офф | Серия плей-офф | Серия плей-офф | Серия плей-офф | Серия плей-офф | Серия плей-офф | Серия плей-офф | Серия плей-офф | Серия плей-офф | Серия плей-офф |
| Сезон                                                                                    | Команда     | GP               | GS               | MPG              | FG%              | 3P%              | FT%              | RPG              | APG              | SPG              | BPG              | PPG              | GP             | GS             | MPG            | FG%            | 3P%            | FT%            | RPG            | APG            | SPG            | BPG            | PPG            |
| ---------------------------------------------------------------------------------------- | ----------- | ---------------- | ---------------- | ---------------- | ---------------- | ---------------- | ---------------- | ---------------- | ---------------- | ---------------- | ---------------- | ---------------- | -------------- | -------------- | -------------- | -------------- | -------------- | -------------- | -------------- | -------------- | -------------- | -------------- | -------------- |
| 2006/07                                                                                  | Майами      | 42               | 1                | 9,7              | 36,6             | 35,1             | 67,6             | 0,7              | 1,5              | 0,4              | 0,0              | 3,4              | Не участвовал  | Не участвовал  | Не участвовал  | Не участвовал  | Не участвовал  | Не участвовал  | Не участвовал  | Не участвовал  | Не участвовал  | Не участвовал  | Не участвовал  |
| 2007/08                                                                                  | Майами      | 60               | 25               | 22,3             | 42,4             | 40,3             | 86,7             | 2,0              | 3,0              | 0,8              | 0,1              | 7,8              | Не участвовал  | Не участвовал  | Не участвовал  | Не участвовал  | Не участвовал  | Не участвовал  | Не участвовал  | Не участвовал  | Не участвовал  | Не участвовал  | Не участвовал  |
| 2008/09                                                                                  | Майами      | 66               | 0                | 14,6             | 40,8             | 40,9             | 81,0             | 1,1              | 2,0              | 0,4              | 0,0              | 5,1              | 5              | 0              | 4,9            | 42,9           | 0,0            | 100,0          | 0,2            | 1,0            | 0,4            | 0,0            | 1,6            |
| 2009/10                                                                                  | Нью-Джерси  | 25               | 0                | 8,9              | 35,7             | 31,3             | 100,0            | 0,6              | 1,2              | 0,4              | 0,0              | 2,2              | Не участвовал  | Не участвовал  | Не участвовал  | Не участвовал  | Не участвовал  | Не участвовал  | Не участвовал  | Не участвовал  | Не участвовал  | Не участвовал  | Не участвовал  |
| 2010/11                                                                                  | Сан-Антонио | 41               | 0                | 7,1              | 36,3             | 29,7             | 50,0             | 0,6              | 1,0              | 0,1              | 0,0              | 2,0              | Не участвовал  | Не участвовал  | Не участвовал  | Не участвовал  | Не участвовал  | Не участвовал  | Не участвовал  | Не участвовал  | Не участвовал  | Не участвовал  | Не участвовал  |
| 2012/13                                                                                  | Кливленд    | 7                | 0                | 11,2             | 25,0             | 0,0              | 100,0            | 0,3              | 1,3              | 0,4              | 0,0              | 1,4              | Не участвовал  | Не участвовал  | Не участвовал  | Не участвовал  | Не участвовал  | Не участвовал  | Не участвовал  | Не участвовал  | Не участвовал  | Не участвовал  | Не участвовал  |
|                                                                                          | Всего       | 241              | 26               | 13,7             | 39,9             | 37,7             | 80,9             | 1,1              | 1,9              | 0,4              | 0,0              | 4,5              | 5              | 0              | 4,9            | 42,9           | 0,0            | 100,0          | 0,2            | 1,0            | 0,4            | 0,0            | 1,6            |
| Наведите курсор мыши на аббревиатуры в заголовке таблицы, чтобы прочесть их расшифровку. |             |                  |                  |                  |                  |                  |                  |                  |                  |                  |                  |                  |                |                |                |                |                |                |                |                |                |                |                |

### Статистика в Джи-Лиге
| Сезон                                                                                    | Команда              | Регулярный сезон | Регулярный сезон | Регулярный сезон | Регулярный сезон | Регулярный сезон | Регулярный сезон | Регулярный сезон | Регулярный сезон | Регулярный сезон | Регулярный сезон | Регулярный сезон | Серия плей-офф | Серия плей-офф | Серия плей-офф | Серия плей-офф | Серия плей-офф | Серия плей-офф | Серия плей-офф | Серия плей-офф | Серия плей-офф | Серия плей-офф | Серия плей-офф |
| Сезон                                                                                    | Команда              | GP               | GS               | MPG              | FG%              | 3P%              | FT%              | RPG              | APG              | SPG              | BPG              | PPG              | GP             | GS             | MPG            | FG%            | 3P%            | FT%            | RPG            | APG            | SPG            | BPG            | PPG            |
| ---------------------------------------------------------------------------------------- | -------------------- | ---------------- | ---------------- | ---------------- | ---------------- | ---------------- | ---------------- | ---------------- | ---------------- | ---------------- | ---------------- | ---------------- | -------------- | -------------- | -------------- | -------------- | -------------- | -------------- | -------------- | -------------- | -------------- | -------------- | -------------- |
| 2012/13                                                                                  | Талса Сиксти Сиксерс | 25               | 23               | 32,4             | 47,5             | 37,2             | 89,6             | 2,6              | 6,1              | 1,3              | 0,2              | 12,7             | Не участвовал  | Не участвовал  | Не участвовал  | Не участвовал  | Не участвовал  | Не участвовал  | Не участвовал  | Не участвовал  | Не участвовал  | Не участвовал  | Не участвовал  |
|                                                                                          | Всего                | 25               | 23               | 32,4             | 47,5             | 37,2             | 89,6             | 2,6              | 6,1              | 1,3              | 0,2              | 12,7             | Не участвовал  | Не участвовал  | Не участвовал  | Не участвовал  | Не участвовал  | Не участвовал  | Не участвовал  | Не участвовал  | Не участвовал  | Не участвовал  | Не участвовал  |
| Наведите курсор мыши на аббревиатуры в заголовке таблицы, чтобы прочесть их расшифровку. |                      |                  |                  |                  |                  |                  |                  |                  |                  |                  |                  |                  |                |                |                |                |                |                |                |                |                |                |                |

### Статистика в NCAA
| Сезон | Команда  | Conf     | Class | GP  | GS | MPG  | FG%  | 3P%  | FT%  | RPG | APG | SPG | BPG | PPG  |
| --- | -------- | -------- | ----- | --- | -- | ---- | ---- | ---- | ---- | --- | --- | --- | --- | ---- |
| 2002/03 | Нотр-Дам | Big East | FR    | 34  | 0  | 15,3 | 47,8 | 43,9 | 80,0 | 1,6 | 1,5 | 0,8 | 0,1 | 3,9  |
| 2003/04 | Нотр-Дам | Big East | SO    | 32  | 25 | 35,8 | 43,2 | 37,9 | 80,2 | 3,0 | 3,3 | 1,5 | 0,2 | 14,3 |
| 2004/05 | Нотр-Дам | Big East | JR    | 28  | 28 | 35,3 | 44,9 | 45,5 | 78,3 | 2,8 | 3,1 | 1,3 | 0,2 | 12,6 |
| 2005/06 | Нотр-Дам | Big East | SR    | 29  | 29 | 40,0 | 45,0 | 41,9 | 87,2 | 3,8 | 6,4 | 1,6 | 0,1 | 17,7 |
| Всего | Всего    | Всего    | Всего | 123 | 82 | 31,0 | 44,6 | 41,7 | 82,5 | 2,7 | 3,5 | 1,3 | 0,1 | 11,8 |
| Наведите курсор мыши на аббревиатуры в заголовке таблицы, чтобы прочесть их расшифровку Статистика приведена с сайта sports-reference.com |          |          |       |     |    |      |      |      |      |     |     |     |     |      |

### Статистика в других лигах
| Сезон | Команда        | Лига                  | GP | GS | MPG  | FG%  | 3P%  | FT%   | RPG | APG | SPG | BPG | PFL | TOV | PPG  |
| --- | -------------- | --------------------- | -- | -- | ---- | ---- | ---- | ----- | --- | --- | --- | --- | --- | --- | ---- |
| 2011/12 | Все клубы      | Все лиги              | 53 | 14 | 19,4 | 43,3 | 39,1 | 85,7  | 2,1 | 2,3 | 0,8 | 0,1 | 1,7 | 1,1 | 7,9  |
| 2011/12 | Химки          | Единая лига ВТБ       | 18 | 7  | 20,0 | 41,2 | 28,1 | 91,3  | 2,0 | 2,2 | 0,6 | 0,0 | 1,9 | 0,8 | 6,4  |
| 2011/12 | Химки          | ПБЛ                   | 17 | 4  | 18,6 | 42,9 | 45,0 | 81,0  | 2,1 | 2,1 | 0,8 | 0,1 | 1,3 | 1,5 | 8,4  |
| 2011/12 | Химки          | Кубок Европы          | 16 | 1  | 18,5 | 43,9 | 43,2 | 84,0  | 1,9 | 2,6 | 1,0 | 0,1 | 1,8 | 0,7 | 7,7  |
| 2011/12 | Химки          | Квалификация Евролиги | 2  | 2  | 28,8 | 50,0 | 33,3 | 100,0 | 4,5 | 2,0 | 2,5 | 0,0 | 1,5 | 4,0 | 20,0 |
| 2012/13 | Все клубы      | Все лиги              | 9  | 2  | 17,4 | 51,0 | 42,9 | 50,0  | 1,7 | 1,1 | 0,6 | 0,0 | 1,8 | 1,0 | 7,0  |
| 2012/13 | Валенсия       | Кубок Европы          | 5  | 1  | 15,1 | 40,7 | 33,3 | 50,0  | 1,2 | 0,8 | 0,4 | 0,0 | 1,8 | 1,2 | 5,2  |
| 2012/13 | Валенсия       | Чемпионат Испании     | 4  | 1  | 20,2 | 63,6 | 50,0 | 50,0  | 2,3 | 1,5 | 0,8 | 0,0 | 1,8 | 0,8 | 9,3  |
| Всего | Всего          | Всего                 | 62 | 16 | 19,1 | 44,3 | 39,7 | 83,0  | 2,0 | 2,1 | 0,8 | 0,0 | 1,7 | 1,1 | 7,8  |
| В Кубке Европы | В Кубке Европы | В Кубке Европы        | 21 | 2  | 17,7 | 43,2 | 41,3 | 81,5  | 1,8 | 2,2 | 0,9 | 0,1 | 1,8 | 0,8 | 7,1  |
| Наведите курсор мыши на аббревиатуры в заголовке таблицы, чтобы прочесть их расшифровку Статистика приведена с сайта basketball.realgm.com |                |                       |    |    |      |      |      |       |     |     |     |     |     |     |      |